# August Bedřich Piepenhagen
August Friedrich Piepenhagen (2. srpna 1791, Soldin u Frankfurtu nad Odrou v Braniborsku (dnes Myślibórz v severozápadním Polsku) – 27. září 1868, Praha-Staré Město), byl německý malíř-krajinář, naturalizovaný, žijící a tvořící v Praze.

## Život
August Bedřich Piepenhagen byl malířským samoukem. Pocházel ze skromných poměrů, vyučil se u svého otce knoflíkářem a prýmkařem. Při tovaryšském vandrování po Evropě se dostal do Švýcarska, jehož krajinné scenérie na něj zapůsobily mocným dojmem a přivedly ho k autodidaktickým malířským pokusům. Pobýval v Curychu jen krátce u krajináře Johanna Heinricha Wuesta a inspiroval se díly Caspara D. Friedricha a Johanna Ch. C. Dahla na jejich výstavě v Praze roku 1824
V roce 1811 ho vandrování zavedlo do Prahy, kde již zůstal natrvalo – pracoval zde na Starém Městě jako tovaryš prýmkaře a knoflíkáře Jana Risbittera a po jeho smrti se oženil s jeho vdovou, s níž převzal i knoflíkářskou dílnu v průchodním domě čp. 436/I U železných vrat v Michalské ulici. S pražským prostředím záhy srostl a stal se oblíbeným a vyhledávaným výrobcem knoflíků, začal zde však také ve větším měřítku s malováním a brzy se stal i uznávaným malířem. Zde uskutečnil své první výstavy, zde se i oženil. Celý život měl co dělat, aby uživil svou rodinu (je známý jeho výrok "umění jde za chlebem, ale řemeslo ho nalézá", který vysvětluje jeho dvě souběžné činnosti), třebaže byl velmi prodávaným malířem a jeho krajiny, jichž za celý život namaloval velké množství, byly velmi oblíbené a kupované. Domohl se malbou slušného jmění a ve své letní rezidenci na Jenerálce u Prahy se přátelsky stýkal s malíři Josefem Navrátilem, Antonínem Mánesem, hostil také rakouského spisovatele Adalberta Stiftera; s nimi ho pojilo romantické vidění přírody.

## Rodina
Po sňatku se vdovou Kateřinou Risbitterovou (1788-1850) se rodina Augusta Bedřicha Piepenhagena značně rozrůstala. V pobytové přihlášce pražského policejního ředitelství byly zapsány spolu s manželi Augustem a Katharinou Piepenhagenovými ve společné domácnosti dvě děti z Kateřinina prvního manželství: "Stieftochter" Anna Risbitterová (* 1809) a "Stiefsohn" Johann Risbitter (* 1811) a čtyři společné dcery: Anna (*1819), Charlotta (* 1821), Louisa (* 1825) a Karolína (* 1829). S nimi bydlely čtyři další osoby: dva tovaryši Karel Tanger, Josef Denisch a dvě služky Alžběta Schreiberová a Anna Zajíčková.
Dvě dcery – Charlotta (1821–1902) a Louisa (1825–1893) – zdědily jeho malířský talent a byly rovněž malířkami-krajinářkami, pokračovatelkami jeho stylu.
Piepenhagen zemřel na statku Jenerálka u Prahy. Byl pochován na evangelickém hřbitově v Karlíně, jeho náhrobek vytvořil sochař Tomáš Seidan. V současné době je hrob Augusta Piepenhagena i jeho dcer na pražských Olšanech.

## Dílo
Zaměřením byl čistý malíř-krajinář, který se ke svému umění dopracoval jako autodidakt. Jeho krajiny, romantické a náladové, byly u pražského publika velmi žádané. Jeho obrazy nebyly ovšem příliš drahé, staly se (a dodnes zůstaly) oblíbeným sběratelským artiklem. Adalbert Stifter, sám rovněž malíř krajin, jej ocenil jako výjimečného malíře a považoval ho "za nejpověstnějšího krajináře, jakého znám". Po roce 1849, kdy Prahu navštívil mnichovský malíř Carl Spitzweg a setkal se s Piepenhagenem, lze v jejich dílech nalézt vzájemné inspirace.
Jeho krajinářské dílo i dílo jeho dcer vznikalo v době romantismu. Význam spočívá především v malířsky atraktivní, výjimečně početné a bohaté tvorbě otcově, dcery pak již jen pokračovaly v otcově odkazu. Nostalgie, citovost a nálada, obliba zřícenin a pitoreskních přírodních scenérií s roklemi, vodopády, zasazených často do soumraku či podvečerů, nokturna, krajiny před bouří s osamělými poutníky, to jsou charakteristické motivy a rysy jeho děl, v naprosté většině nemalovaných podle reálu; z empirického věcného popisu vycházel na počátku své tvorby. Piepenhagenova romantická nokturna s krajinami osvětlenými svitem měsíce, který se odráží na vodní hladině, ovlivnily zejména žáky Haushoferovy krajinářské školy. Od 40. let se věnoval i zimním námětům, ke kterým ho inspirovala holandská malba 17. století.
Byl nejen velmi výkonný umělec, ale i zdatný obchodník. Specifikem jeho obchodní nabídky, svědčící o jeho podnikavosti, byly drobné vzorníky, sestavené na panelech (archy se počtem od čtyř-pěti do patnácti-dvaceti návrhů, rozměrů od tří do dvaceti centimetrů), které (podobně jako vzorníky knoflíků) předkládal svým zákazníkům (nejen v Praze – rozesílal je i do jiných měst); ti si pak podle nich mohli vybrat motiv a velikost budoucího obrazu. Mezi sběrateli byly oblíbené jeho téměř monochromní krajiny vytvořené technikou asfaltové malby.
Piepenhagen měl i své žáky, hlavně jeho dvě dcery Charlottu a Louisu, nevlastního syna Jana Rissbitera, Karla Krumpiegela (1804-1832), Agathona Klemta, Bertu z Grabu a Julia Grusse.

## Výstavy
- Osobnosti Augusta Piepenhagena si český dějepis umění povšiml až kolem poloviny 20. století: Vojtěch Volavka jeho dílo podceňoval [10], kurátorka Národní galerie Olga Macková uspořádala roku 1960 první Piepenhagenovu výstavu.
- Od 6. listopadu 2009 do 30. dubna 2010 bylo dílo Augusta Bedřicha Piepenhagena a jeho dcer Louisy a Charlotty prezentováno soubornou výstavou v Jiřském klášteře na Pražském hradě. V současné době (2019) vystavuje Národní galerie díla Augusta Piepenhagena v pražském Salmovském paláci, v rámci expozice Umění 19. století od klasicismu k romantismu.[11]

## Galerie

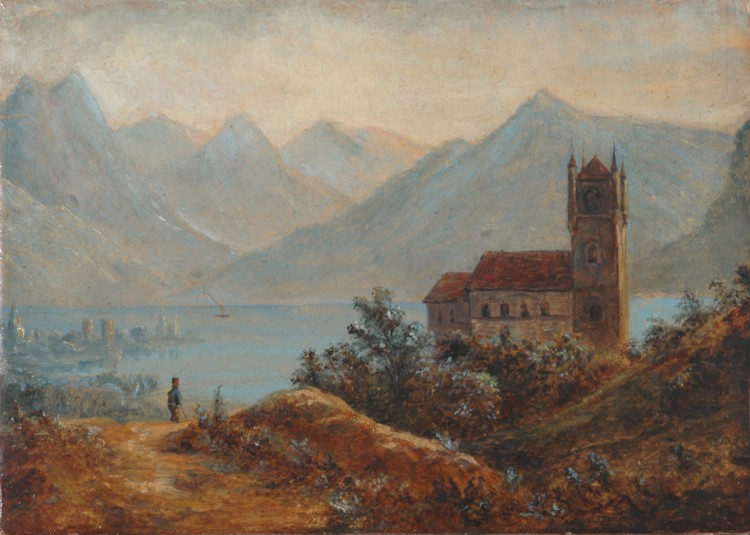
A. F. Piepenhagen Horská krajina s jezerem a kostelem (kolem 1833)
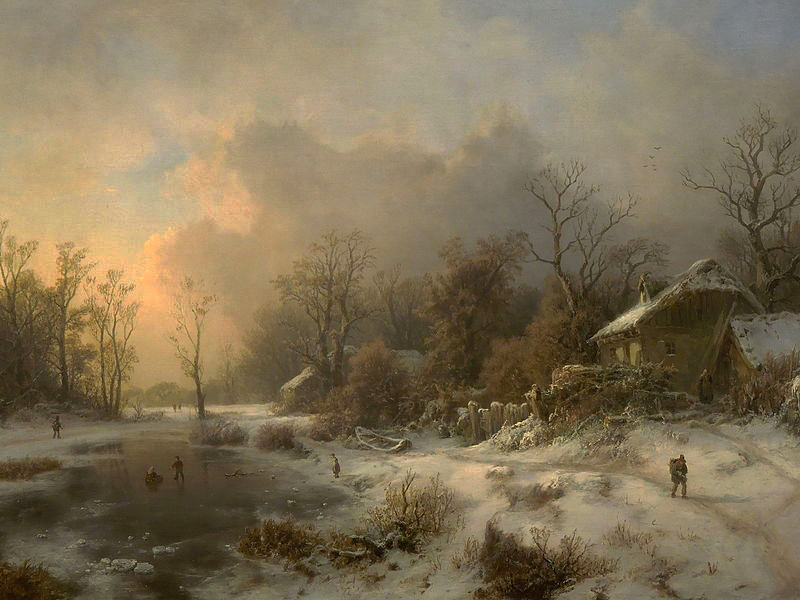
A. F. Piepenhagen Zimní krajina (1850)
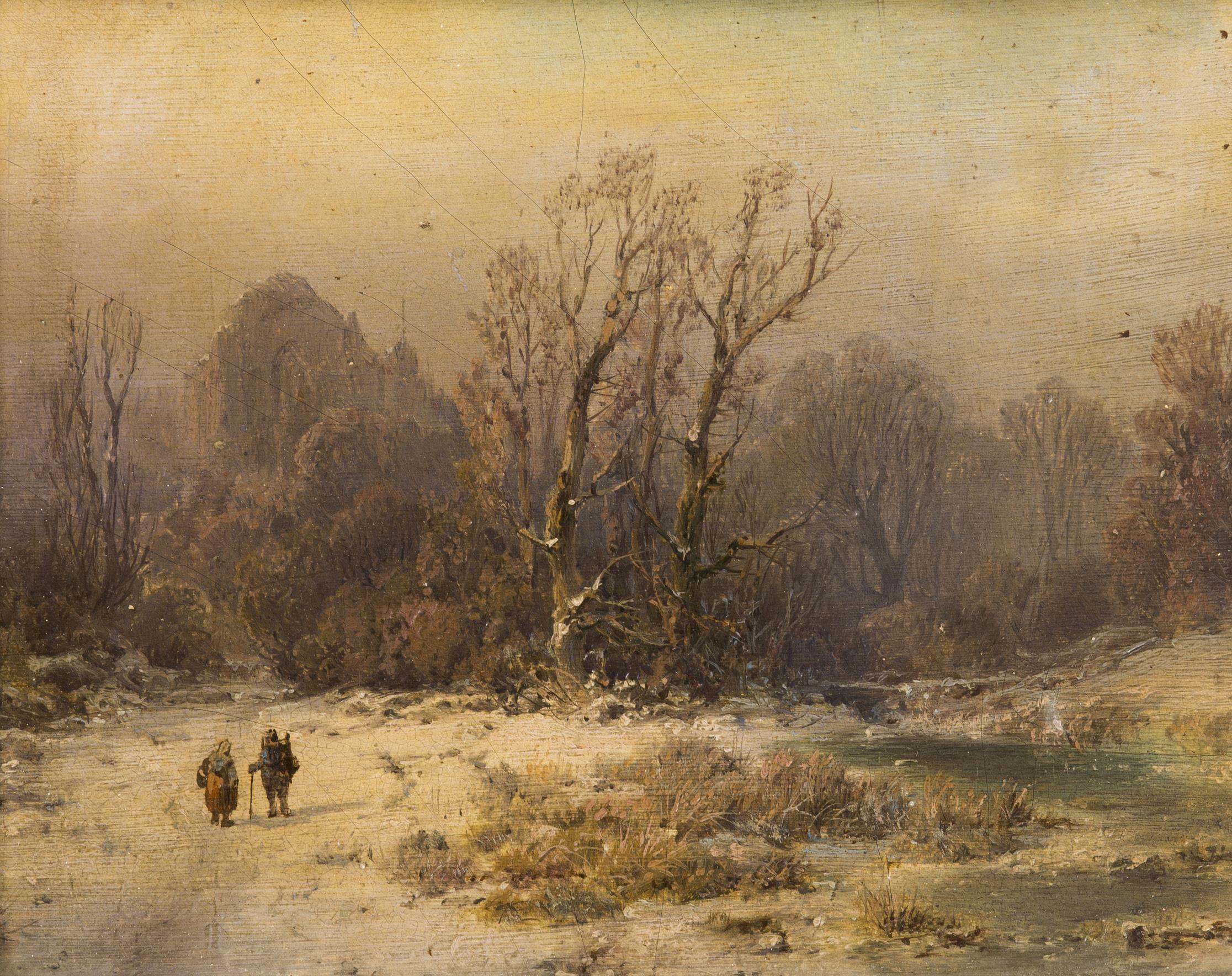
A. F. Piepenhagen Zimní krajina
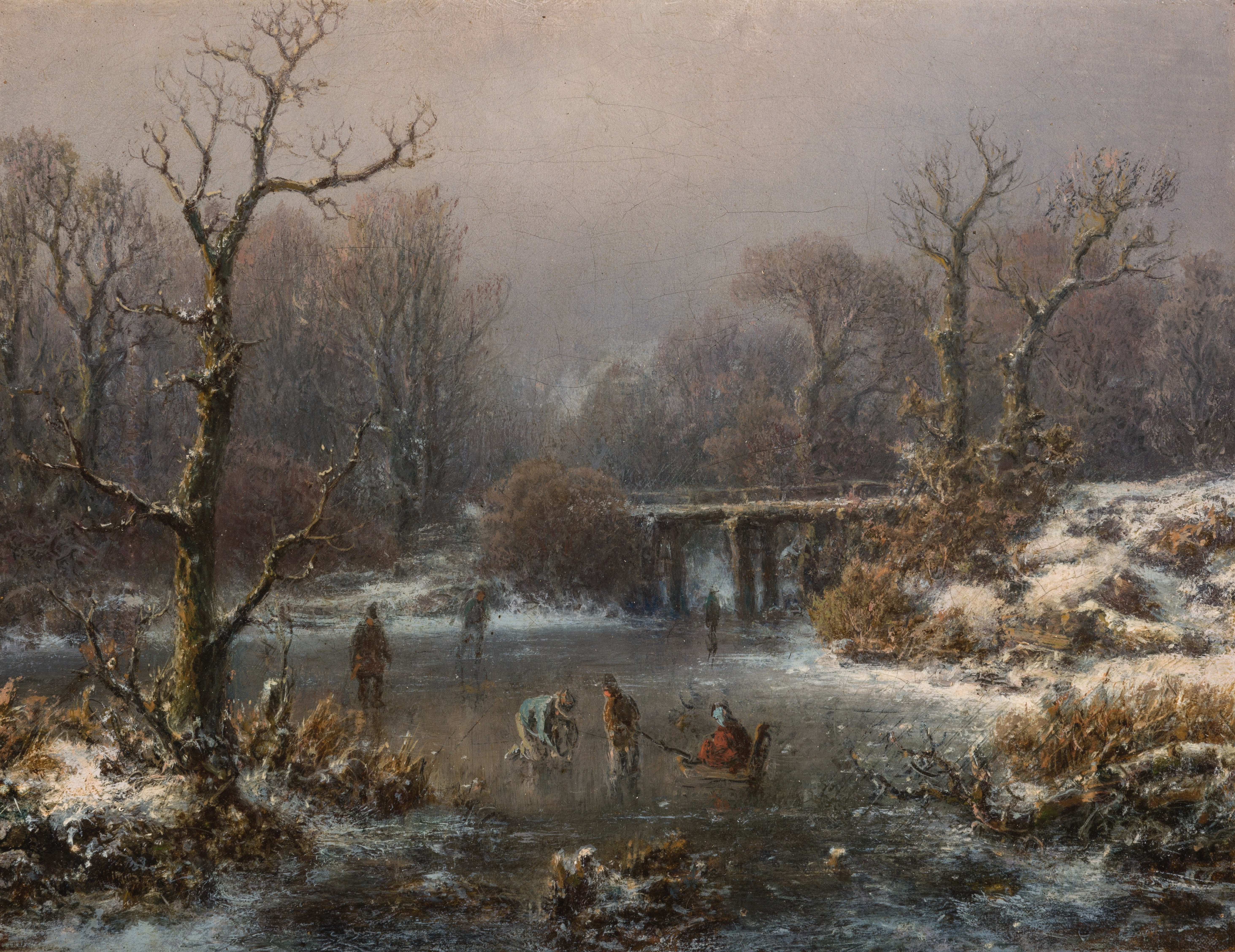
A. F. Piepenhagen Zimní krajina
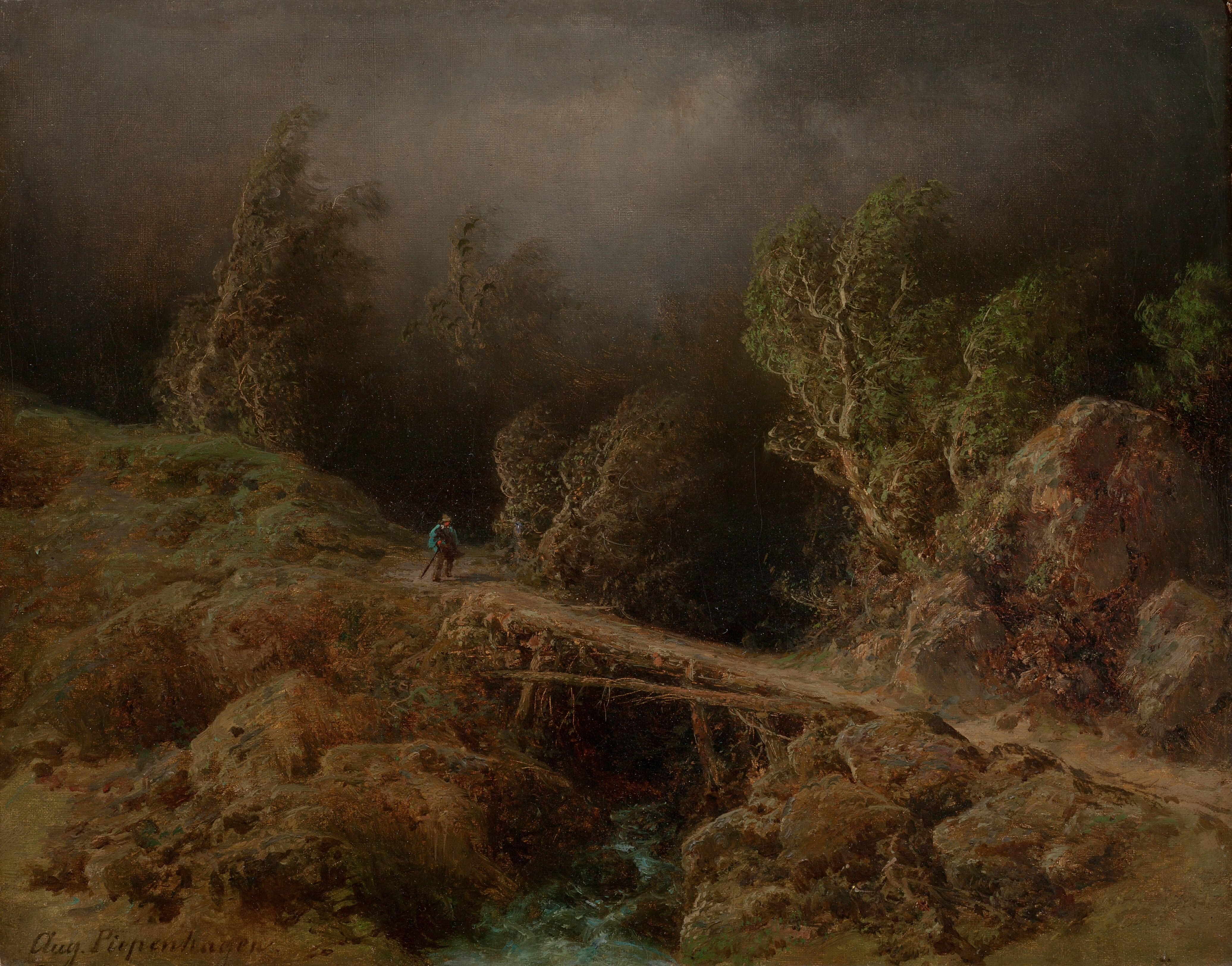
A. F. Piepenhagen Lávka přes potok
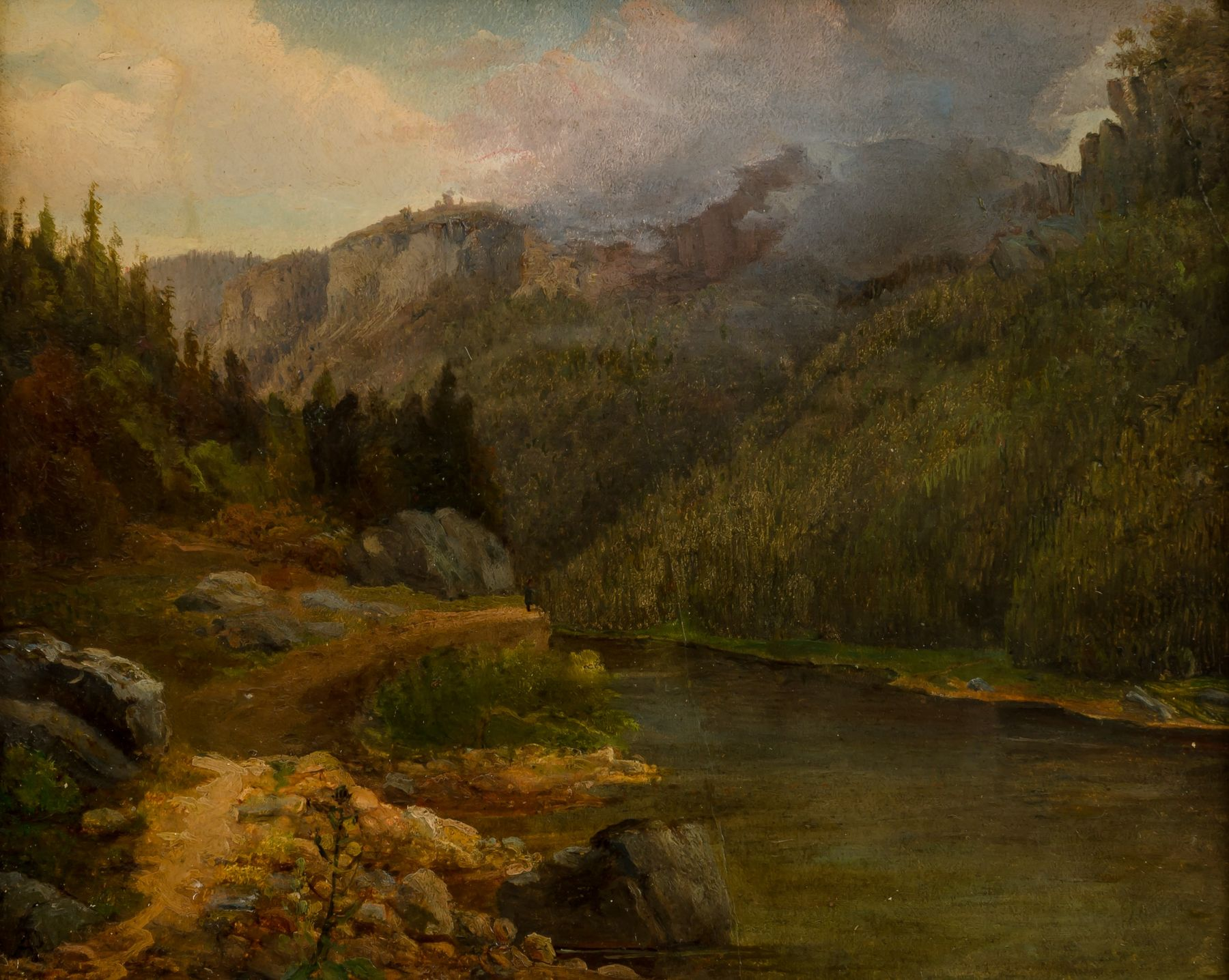
A. F. Piepenhagen Krajina s jezerem
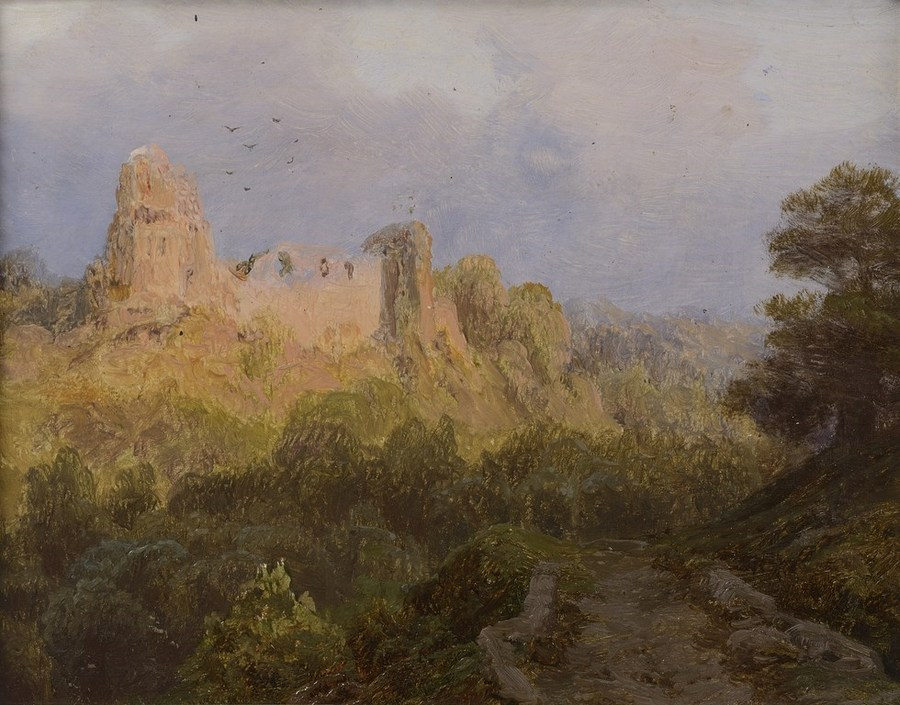
A. F. Piepenhagen Kokořín (kolem 1850)
A. F. Piepenhagen Horská krajina
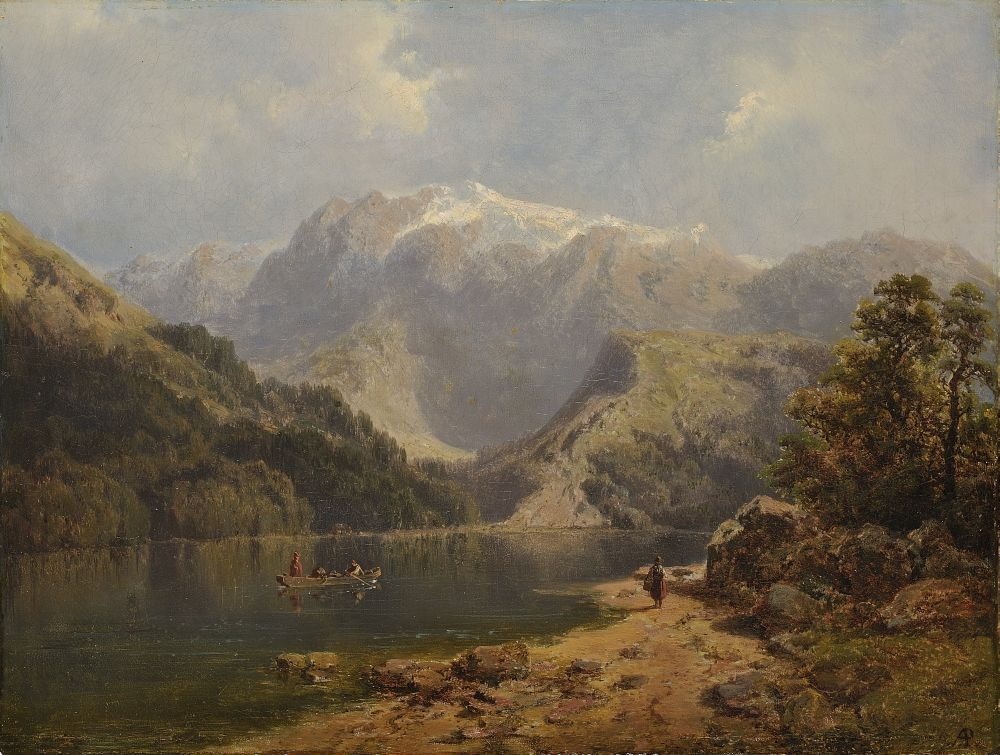
A. F. Piepenhagen Horské jezero (před 1868)
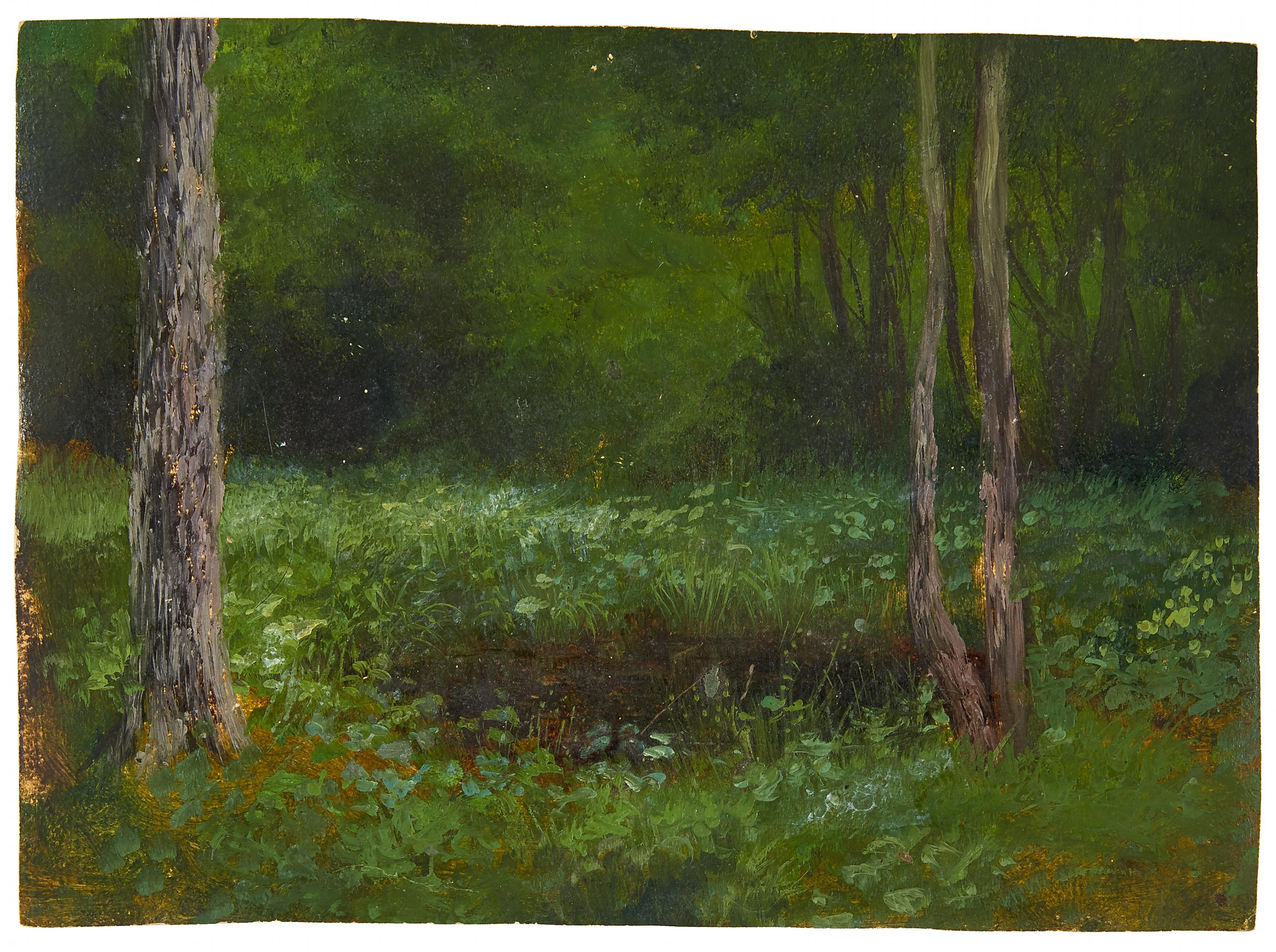
A. F. Piepenhagen Mýtina v lese